# 甘い生活 (野口五郎の曲)
「甘い生活」（あまいせいかつ）は、1974年10月20日に発売された野口五郎の14枚目のシングルである。オリコンチャートで自身初となる1位を獲得し、50万枚近いセールス（オリコン集計）を記録。野口五郎最大のヒット曲となった。 

## 概要
作曲の筒美京平は、この曲で第16回日本レコード大賞・作曲賞を受賞した。
野口は、この曲で第25回NHK紅白歌合戦（3度目）に出場した。この紅白では郷ひろみ・西城秀樹も出場となり、「新御三家」が初めてそろい踏みとなった。
発売から4週間後には野口自身初めてのオリコン首位（2週連続）を獲得した（続く翌1975年1月発売の「私鉄沿線」も、3週連続で首位となっている）。
累計売上は95万枚。この曲の大ヒットが、野口の新御三家の一員としての地位を決定づけた。

## 収録曲
- 全曲作詞：山上路夫／作曲：筒美京平

1. 甘い生活
編曲：筒美京平
2. さよならは云わない
編曲：高田弘